# ناحیه ادواردز، شهرستان کندیوهی، مینه سوتا
ناحیه ادواردز (به انگلیسی: Edwards Township) یک منطقهٔ مسکونی در ایالات متحده آمریکا است که در شهرستان کندیوهای، مینه‌سوتا واقع شده‌است.
 ناحیه ادواردز ۹۲٫۶ کیلومتر مربع مساحت و ۳۰۴ نفر جمعیت دارد و ۳۳۳ متر بالاتر از سطح دریا واقع شده‌است.